# Vivienne Burke
Vivienne Burke – australijska judoczka. Złota i srebrna medalistka mistrzostw Oceanii w 1979. Mistrzyni Australii w 1979 roku.